# نيومان نورمان
نيومان نورمان (2 فبراير 1884 - 28 أغسطس 1954) (بالإنجليزية: Newman Norman)‏ هو لاعب كريكت بريطاني (وحمل سابقاً جنسية المملكة المتحدة لبريطانيا العظمى وأيرلندا).